# Профети (Казерта)
Профети је насеље у Италији у округу Казерта, региону Кампанија.
Према процени из 2011. у насељу је живело 443 становника. Насеље се налази на надморској висини од 514 м.